# Missing white woman syndrome
Missing white woman syndrome betekent vermiste-blanke-vrouw-syndroom. De term wordt soms afgekort tot MWWS en ook wel missing pretty girl syndrome of vermist-mooi-meisje-syndroom genoemd. Het begrip duikt op wanneer gesteld wordt dat de vermissing van mooie blanke jonge vrouwen aanzienlijk meer media-aandacht krijgt dan de vermissingen van niet-blanke jonge vrouwen of van mannen.
Een voorbeeld is de vermissing van Natalee Holloway op Aruba. Deze zaak trok heel veel media-aandacht in de Verenigde Staten. Een grote rol hierbij zou hebben gespeeld dat Natalee mediageniek was en dat daardoor haar ouders veel invloed in de media en de politiek konden uitoefenen. Zelfs de Amerikaanse president Bush bemoeide zich met de zaak en de staat Alabama, waar Natalee woonde, riep op tot een boycot van toerisme naar Aruba.
In Alabama waren op dat ogenblik 1200 personen vermist. Dat alleen de verdwijning van Natalee, die in het buitenland was verdwenen, zo uitgebreid en exclusief in de media kwam, leidde in sommige kringen tot kritiek op de berichtgeving.
Een ander voorbeeld is de vermissingszaak van de 22-jarige blanke Gabrielle Petito uit Florida in 2021. Door de hele Verenigde Staten werd meegezocht via sociale media, nationale tv-zenders berichtten dagelijks over de zaak, dit in samenwerking met politie en FBI. Dit stond tegenover onder andere de gebrekkige aandacht die werd besteed aan de verdwijningszaak van de zwarte 21-jarige Keeshae Jacobs, een contrast dat het debat rond de ongelijke behandeling van vermissingen van blanke en zwarte mensen opnieuw deed oplaaien.
Columnist Arjen van Veelen gebruikte de term in oktober 2017 naar aanleiding van de media-aandacht voor de vermissing van Anne Faber. In zijn column schrijft hij dat het syndroom juist niet verklaart dat Nederlanders de laatste jaren steeds meer geven om mensen die anders zijn dan zijzelf, zoals te zien was bij de massale steun voor de door een hartstilstand getroffen Marokkaans-Nederlandse man Abdelhak Nouri en het brede applaus voor burgemeester Eberhard van der Laan. Volgens criminoloog Ilse van Leiden komen zaken zoals die van Anne Faber maar zelden voor.